# ITV1
Cet article aborde la chaîne interrégionale ITV. Pour le réseau homonyme, voir l'article ITV (réseau de télévision).
Ne doit pas être confondu avec i-Télé, ancienne chaîne de télévision française.
Pour les articles homonymes, voir ITV.
ITV1 est une chaîne de télévision britannique diffusée par le réseau ITV.

## Historique de la chaîne
La chaîne interrégionale ITV1 est née le 28 octobre 2002 de la fusion des huit télévisions régionales détenues par Granada plc avec la chaîne interrégionale Carlton Television.
Le 14 janvier 2013, ITV1 devient ITV.

### Identité visuelle (logo)
Le 14 janvier 2013, ITV présente une refonte majeure de son identité visuelle: le réseau de télévision révèle un nouveau logo inspiré de l'écriture manuscrite, tandis que le nom de la première chaîne du réseau « ITV1 » est raccourcie en « ITV ». Ses couleurs varient en fonction de l’environnement visuel, ce qui correspond à une pratique appelée «sélection des couleurs».
Après le rachat d'UTV en 2016, celle-ci adopte un nouveau logo proche de celui d'ITV avec le terme « tv » qui garde la même typographie que celui du logo original mais inscrit dans un cercle en haut à droite du logo comme pour former une bulle.
Le 1er janvier 2019, ITV fait évoluer son habillage antenne, avec une apparence plus "artisanale" et une utilisation de "découpes" superposées du logo dont les couleurs sont légèrement modifiées.
Le 15 novembre 2022, la chaîne redevient ITV1 et se dote d'une nouvelle identité visuelle.

Logo d'ITV1 du 1er novembre 2005 au 13 novembre 2006.
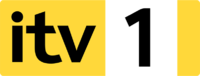
Logo d'ITV1 du 13 novembre 2006 au 9 avril 2010.
Logo d'ITV1 du 9 avril 2010 au 14 janvier 2013.
Logo d'ITV du 14 janvier 2013 au 31 décembre 2018.
Logo d'ITV du 1er janvier 2019 au 14 novembre 2022.
Logo d'ITV1 depuis le 15 novembre 2022.

### Slogans
- en 1979 : « Welcome Home » ((fr) « Bienvenue à la maison »)
- en 1989 : « Get Ready » ((fr) « Préparez-vous »)
- dans les années 1990: « Britain's favourite button » ((fr)« Bouton préféré des Britanniques »)
- en 1998 : « Television From The Heart » ((fr) « Télévision du cœur »)
- en 2009 à l'occasion du lancement de la HD : « The Brighter Side Just Got Brighter » ((fr) « L'aspect plus brillant est juste devenu plus brillant »)
- de 2009 à 2013 : « The Brighter Side » ((fr) « L'aspect plus brillant »)

## Quelques émissions
- Britain's Got Talent, présenté par Ant & Dec.
- Family Fortunes, présenté par Vernon Kay.
- I'm a Celebrity... Get Me Out of Here !, présenté par Ant & Dec.
- 'Magic Numbers, présenté par Stephen Mulhern.
- The Whole 19 Yards, présenté par Vernon Kay et Caroline Flack.
- The X Factor, présenté par Dermot O'Leary.
- Tonight, présenté par Julie Etchingham.
- Who Wants to Be a Millionaire?, présenté par Chris Tarrant.
- You've Been Framed, présenté par Harry Hill.
- ITV est la chaîne de télévision qui détient le record du soap opera britannique le plus ancien, Coronation Street, diffusé depuis le 9 décembre 1960, soit 7 439 épisodes au 4 octobre 2010.
- Inspecteur Banks
- The Voice UK, depuis janvier 2017

## Audiences
ITV est la deuxième chaîne en termes d'audiences du Royaume-Uni.
ITV
|      | Janvier | Février | Mars   | Avril   | Mai     | Juin    | Juillet | Août    | Septembre | Octobre | Novembre | Décembre | Moyenne annuelle |
| ---- | ------- | ------- | ------ | ------- | ------- | ------- | ------- | ------- | --------- | ------- | -------- | -------- | ---------------- |
| 2011 | 16,2 %  | 16,1 %  | 15,7 % | 15 %    | 15,1 %  | 14,8 %  | 13,1 %  | 12,9 %  | 15,9 %    | 16 %    | 15,9 %   | 14,6 %   | 15,1 %           |
| 2012 | 15,1 %  | 14,6 %  | 15 %   | 13,7 %  | 15,1 %  | 13,4 %  | 12,2 %  | 10,1 %  | 14,6 %    | 15 %    | 15,6 %   | 12,8 %   | 13,9 %           |
| 2013 | 14,2 %  | 14,4 %  | 14,3 % | 14,4 %  | 14,6 %  | 13,2 %  | 13 %    | 12,3 %  | 14,6 %    | 15,1 %  | 15,3 %   | 14 %     | 14,1 %           |
| 2014 | 13,2 %  | 13,2 %  | 13,3 % | 13,4 %  | 12,9 %  | 14,2 %  | 12 %    | 11 %    | 13 %      | 13,4 %  | 14,4 %   | 13 %     | 13 %             |
| 2015 | 11,6 %  | 12 %    | 12,3 % | 12,48 % | 12,74 % | 12,14 % | 11,35%  | 10,47 % | 13,21 %   | 13,46 % | 13,27 %  |          |                  |

Source : BARB
Légende :
Fond vert : meilleur score mensuel de l'année.
Fond rouge : moins bon score mensuel de l'année.